# James Holston
James Holston és un antropòleg estatunidenc, Professor d'Antropologia a la Universitat de Califòrnia, San Diego. Catedràtic de geografia i director de l'Institute of Advanced Study, Universitat de Durham (Regne Unit). Les seves principals àrees de recerca són el desenvolupament regional i la desigualtat socioeconòmica a Europa, l'economia social urbana i l'evolució sociopolítica de les societats multiculturals a Europa. Entre els seus llibres destaquen: Placing the Social Economy (2002), Cities: Re-imagining the Urban (2002), Knowledge Practices in Firms: Competences and Communities (2004), The Blackwell Cultural Economy Reader (2005).